# 4. Panzer-Division (Wehrmacht)
Die 4. Panzer-Division war ein Großverband des Heeres der deutschen Wehrmacht.

## Aufstellung

### 1938–1939
Die 4. Panzer-Division wurde im November 1938 in Würzburg als Ersatz für die 2. Panzer-Division aufgestellt, die nach dem Anschluss Österreichs im Frühjahr 1938 nach Wien verlegt worden war. Personeller Ersatz für den Verband wurde aus den Wehrkreisen XIII und VII bis IX gestellt.
Die Gliederung mit den für den Verband durchgeführten Neuaufstellungen war:
- Divisionsstab (Würzburg)
- Panzer-Brigade 5 (aufgestellt am 3. November 1938 aus personellen Abgaben 1.–3. und 4. Panzer-Brigade)
  - Panzer-Regiment 35 (Eberbach) (am 11. November 1938 in Bamberg mit zwei Abteilungen aus Abgaben Pz.Rgt. 1, 2, 7 und I./25, sowie Pz.Abwehr-Abteilungen 5, 10 und 7 und aufgefüllt mit Personal aus den Inf.Reg. 40 und 63)
  - Panzer-Regiment 36 (Breith (?)) (im November 1938 in Schweinfurt mit zwei Abteilungen aus Pz.Rgt. 3, Pz.Rgt. 8 (Teile) und Pz.Rgt. 2 (Teile))
- Schützen-Brigade 4 ()
  - Schützen-Regiment 12 (Meiningen) (im August 1938 aus Masse österreichischem Inf.Rgt. 1 und Inf.Rgt. „Eisenstadt“, sowie dem Kraftfahrjäger-Btl. 1 und aufgefüllt mit Reservisten der bayrischen Landespolizei und Rekruten)
- Artillerie-Regiment (mot.) 103 (Meiningen/Bamberg) (am 1. August 1938 mit I. Abteilung aus den österreichischen le.Art.Rgt. 3 und 4 und II. Abteilung durch Umbenennung des II./Art.Rgt. 74)
- Aufklärungs-Abteilung (mot.) 7 () (von den Heerestruppen kommend, mit 2 Pz.Späh- und 1 Kradschützen-Kompanie)
- Panzer-Abwehr-Abteilung 49 () (im August 1938 aus Teilen Pz.Abw.Abt. 38 und österreichischer Infanterie-Kanonen-Abteilung 1)
- Nachrichten-Abteilung (mot.) 79 () (mit nur 1. (verst.) Kompanie aus Abgaben der Nachr.Abt. 38 aufgefüllt mit Personal der bayrischen Landespolizei aufgestellt)
- 3. Kompanie/Pionier-Bataillon 79 () (aufgestellt aus österreichischer Kraftfahr-Pionier-Kompanie)
- Sonstige Versorgungstruppen mit der Nr. 84

## Einsatz
Bei Kriegsbeginn war sie eine von sechs Panzer-Divisionen, die bis dahin aufgestellt worden waren. Am 22. August wurde der Verband mobilisiert. Hierbei wurden die 3. und 7. Kompanie des Panzer-Regiment 36 aufgelöst und das Regiment ging mit 6 Kompanien in den Einsatz.

### 1939–1940

#### Polenfeldzug
Die 4. Panzer-Division war bei Beginn des Angriffs dem XVI. Panzer-Korps der 10. Armee bei der Heeresgruppe Süd unterstellt. Links an die 19. Infanterie-Division des XI. Armee-Korps und rechts an die 1. Panzer-Division des eigenen Korps angeschlossen stieß die Division aus dem Großraum Rosenpark/Oberschlesien, heute Olesno, nach Nordosten über Krzepice auf Radomsko vor.

##### Schlacht von Mokra
Hierbei kam es bereits am 1. September nach der Einnahme von Krzepice und Starokrzepice zu einem Kampf mit polnischen Kräften der Wołyńska Brygada Kawalerii die beim Dorf Mokra standen. Die verstärkte polnische Kavallerie-Brigade bildete den linken, südlichen Flügel der Armii „Łódź“, Armee Lodz, der polnischen Streitkräfte. Neben den Panzerzügen Nr. 52 und Nr. 53 Śmiały war noch ein Bataillon der 30 Dywizji Piechoty, 30. polnischen Infanterie-Division, und ein Kavallerie-Regiment der Kresowa Brygada Kawalerii, Kavalleriebrigade Kresowa, der Wołyńska Brygada unterstellt. Die Kräfte sammelten sich im Raum des Dorfes Miedźno ca. 3,5 km östlich von Mokra in der Nacht des 31. August.
Nachdem deutsche Kradschützen der Vorausabteilung die gegnerischen Kräfte der 12. Kompanie des 84. Pułku Piechoty, 84. polnischen Infanterie-Regiments, gegen 6:30 erkannt hatten, gingen deutsche Kampffahrzeuge und Kradschützen gemeinsam gegen die polnischen Stellungen vor. Polnische 37-mm-Panzerabwehrkanonen Bofors schossen die ersten deutschen Panzer ab. Ein zweiter Angriffsversuch wurde durch schweres polnisches Maschinengewehrfeuer abgewehrt und als sich die deutschen Panzer zurückzogen, wurden die meisten noch lebenden deutschen Kradschützen gefangen genommen.
Beim nächsten Angriff auf die Position des 21 Pułk Ułanów Wołyńskich, 21. polnische Ulanen-Regiment, eroberten Divisionstruppen das Dorf Wilkowieck, nach einer Vorbereitung des Angriffs mit Artillerie und einem Angriff von Bombern. Hierbei verloren die polnischen Kavalleristen viele Pferde und fünf Munitionsfahrzeuge. Doch die angreifenden Panzer wurden 150 m vor Mokra von der polnischen Panzerabwehr zusammengeschossen. Zwei Panzer wurden zerstört und der Rest zog sich auf 400 m Abstand zurück. Deutsche Artillerieunterstützung begann doch ein weiterer Kampfwagen wurde zerstört und ein zusätzlicher konnte nicht mehr fahren. Die restlichen deutschen Panzer zogen sich zurück. Die deutsche Infanterie lag in schutzlosem Gelände und wurde nach einem polnischen Kavallerieangriff teilweise gefangen genommen.
Eine kombinierte deutsche Gruppe stieß gegen 8:00 Uhr in Richtung des Dorfes Rębielice Szlacheckie vor, um die Stellung der 21. Ulanen noch weiter nördlich zu umgehen, wurde vom nicht aufgeklärten 19 Pułk Ułanów Wołyńskich, 19. polnischen Ulanen-Regiment, zurückgeschlagen. Während die westlichste Angriffsgruppe das Dorf erreichte und die mittlere Gruppe von schwerem gegnerischen Feuer zum Rückzug gezwungen war, wurde die dritte Gruppe nahezu vollkommen aufgerieben.
Gegen 10:00 befahl General Reinhardt den Angriff des Panzer-Regiment 36 mit zwei Stoßgruppen, je einer nördlich und einer südlich von Mokra auf die Stellungen des . Die deutschen Panzer wurden seitlich von polnischen Geschützen erfasst, die in Höhe des Dorfteils Mokra II positioniert waren.
Gegen 12:00 Uhr griff das Panzer-Regiment 35 den Dorfteil Mokra III an und zwang das 21. polnische Ulanen-Regiment zum Rückzug aus dem Dorf. Durch den Einsatz von Panzerabwehr-Kanonen und des Panzerzugs wurde der Angriff auf Höhe des Eisenbahnviadukt gestoppt und die sich zurückziehenden deutschen Panzer verursachten eine Panik bei den rückwärtigen deutschen Einheiten, die einen erneuten Angriff unmöglich machte. Das für die nördliche Umgehung von Mokra angesetzte Schützen-Regiment (mot.) 12 wurde durch einen Gegenangriff des 19. pol. Ulanen-Regiment zurückgeworfen. Hierbei erlitten die begleitenden deutschen Panzer in der Nähe des Bahnhof Miedźno schwere Verluste durch das Feuer der polnischen Panzerzüge. Ein gemeinsamer deutscher Angriff mit Resten der Panzer-Regimenter 35 und 36 führte zwar zu schweren Verlusten der nun aufgeklärten polnischen Artillerie konnte aber die polnischen Kavalleristen des 12 Pułk Ułanów Wołyńskich, 12. polnischen Ulanen-Regiments, nicht aus dem Umfeld des Bahndamms vertreiben.
Panzer und Tanketten der 21. dywizjon pancerny, 21. polnischen Panzer-Abteilung, und die Geschütze der 2. dywizjon artylerii konnej, 2. berittenen Artillerie-Abteilung, der Wołyńska Brygada Kawalerii griffen in den Kampf ein und zwangen die Panzer des Panzer-Regiment 36 zum Rückzug auf Mokra.
Trotz vieler Verluste hatte die polnische Brigade die eigenen Stellungen weitgehend behauptet, musste sich der Verband nach Einbruch der Nacht zurückziehen, da 5 km weiter südlich bei Klobuck die 1. Panzer-Division die polnische Front durchbrochen hatte. Die Kavallerie-Brigade erlitt später durch die nachstoßenden deutschen Kräfte schwere Verluste.
Dramatisch waren an diesem Tag jedoch die Verluste der 4. Panzer-Division. Es fielen an diesem Tag ca. 100 bis 150 Panzer und Spähwagen aus, davon war ca. 50 Fahrzeuge Totalverluste. Die Division zählte um die 800 Mann Verluste an Toten, Verwundeten, Gefangenen und Vermissten.

##### Raum Warschau
Aus dem Raum Radomsko rückte die Division weiter in den Raum südlich von Łódź vor. Von dort weiter bis an die Weichsel. Durch die polnische Abwehr vorstoßend erreichte die Division nach sieben Tagen den westlichen Stadtrand von Warschau als erste deutsche Einheit. Versuche in die Stadt einzudringen scheiterten wieder mit schweren Verlusten am polnischen Widerstand. Um die polnische Hauptstadt einzuschließen, ging die Division an der Bzura, einem Nebenfluss der Weichsel, zur Abwehr über. Es folgten Kämpfe die als Schlacht an der Bzura weitere schwere Verluste für die Division mit sich brachten. Die Kämpfe um Warschau und die Festung Modlin dauerten bis Ende September an.

##### Auffrischung und Verlegung in den Westen
Am 27. November wurde sie als Reserve der 6. Armee zur Heeresgruppe B am Niederrhein zugeteilt.
Anfang 1940 wurden die bis dahin fehlenden Kompanien der Panzer-Abwehr-Abteilung 49 und der Nachrichten-Abteilung (mot.) 79 aufgestellt und das Pionier-Bataillon 79 gebildet. Das Infanterie-Regiment (mot.) 33 wurde der Division am 18. Oktober 1939 unterstellt und der Stab der Schützen-Brigade 4 neu gebildet.
Nach Abschluss der Auffrischung verlegte der Verband im Februar 1940 in die Eifel. Kurz vor Beginn des Westfeldzugs sammelte sich die Division im Raum um Aachen.

#### Westfeldzug
Am 10. Mai 1940 begann der deutsche Angriff auf die neutralen Staaten Belgien, Luxemburg und die Niederlande sowie auf den Kriegsgegner Frankreich. Der Verband marschierte in Belgien ein und überschritt im Raum Maastricht den Fluss Maas.
Im Zeitraum vom 12. bis zum 14. Mai kam es im Raum Hannut zu einem Kampf mit alliierten Panzern. Diese Schlacht kämpfte die Division gemeinsam mit der 3. Panzer-Division. Am Morgen des 12. Mai trafen deutsche Panzer in Südbelgien bei Hannut auf überlegene französische Panzer, die jeglichen Vorstoß verhinderten. General Hoepner bildete mit seinen Kräften einen Angriffsschwerpunkt und durchstieß die französische Frontlinie, so dass am 14. Mai Perwez erreicht wurde.
Am 15. Mai griff die Division die französische Dyle-Stellung bei Gembloux-Ernage an. Danach verfolgte der Verband zurückweichende französische Kräfte bin an den Canal Charleroi-Bruxelles. Südwestlich von Maubeuge kam es bis zum 20. Mai zu Kämpfen um den Foret de Mormal.
Für den weiteren Angriff wurde die Division dem XXXIX. Armee-Korps westlich von Cambrai im Raum Arras unterstellt. Durch einen Vorstoß über den Canal La-Bassée auf Béthines/Armentières wurden starke französische Kräfte im Raum Lille eingekesselt.
In der Schlacht um Frankreich griff die Division ab dem 5. Juni aus dem deutschen Brückenkopf an der Somme im Raum Péronne in Richtung Roye an. Bei Fonches-Etalon durchstieß die Division die Weygand-Linie und erreichte am 8. Juni Roye. Von dort ging es in den Raum südlich von Saint-Quentin, wo die Division erst einmal Ersatz zugeführt bekam und Reparaturen vorgenommen wurden. Am 12. Juni begann der weitere Vorstoß nach Süden, wo nach dem Überschreiten der Marne weitere etwa 20 km in Richtung Sézanne-Romilly ging. Bei Romilly wurde ein Brückenkopf über die Seine errichtet. Ab dem 14. Juni stieß die Division den französischen Kräften in südöstlicher Richtung nach und erreichte den Raum Dijon – Pontarlier – Dole/Saone nahe der Schweizer Grenze. Mit dem XVI. Panzer-Korps rückte der Verband im Zeitraum vom 20. bis zum 26. Juni weiter nach Süden vor und passierte Lyon um letztlich am 24. Juni den Raum nördlich von Valence zu erreichen.
Nach Eintritt des Waffenstillstands wurde die Division zunächst an der Ysère als Besatzungstruppe verwendet. Im Juli 1940 verlegte der Verband in den Raum Auxerre, wo Ausbildung und Übungen für eine erwarteten Angriff auf England, das Unternehmen Seelöwe, begannen.
Am 11. November 1940 wurde das Panzer-Regiment 36 im Rahmen der Umgliederung der Panzer-Divisionen an die 14. Panzer-Division abgegeben.
Im Herbst 1940 wurde das Kradschützen-Bataillon 34 für die Division aufgestellt.

### 1941–1943
Die Division verlegte Mai 1941 nach Ostpreußen und wurde Anfang Juni im östlichen Generalgouvernement stationiert.

#### Unternehmen Barbarossa
Für die Unternehmen Barbarossa wurde die 4. Panzer-Division dem XXIV. Armeekorps unter Geyr von Schweppenburg unterstellt, dieses war der Panzergruppe 2 unter Guderian und dieser wiederum der Heeresgruppe Mitte unter von Bock unterstellt.
Nach dem Beginn des Krieges gegen die Sowjetunion überquerte sie am  22. Juni im Rahmen des XXIV. mot. Armeekorps zusammen mit der 3. Panzer-Division den Bug im Raum südlich der Festung von Brest-Litowsk bei Kodeń und drang über Sluzk zur Beresina bei Bobruisk vor. Die Division kämpfte im Rahmen der Panzergruppe 2 von Oktober bis Anfang Dezember 1941 während der Schlacht um Moskau im Raum Tula   und blieb danach im Stellungskrieg bis zum Sommer 1943 der 2. Panzerarmee im Raum Orjol unterstellt.

#### Unternehmen Zitadelle
Während der Schlacht im Kursker Bogen (Juli 1943) wurde sie im Abschnitt der 9. Armee im Rahmen des XXXXVII. Panzerkorps zum Durchbruch in Richtung auf Tepolje angesetzt. Nach dem deutschen Rückzug aus dem Frontbogen von Orel wurde die Division der 2. Armee unterstellt und verteidigte im Raum Brjansk am Desna-Abschnitt.

### 1944–1945

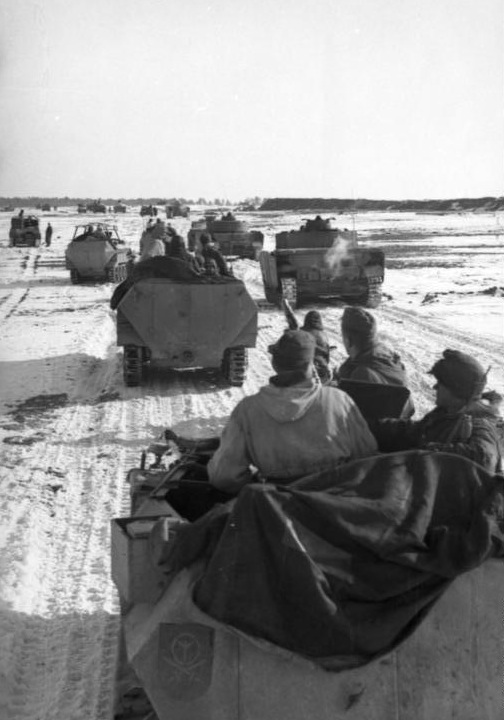
Schützenpanzer (im Vordergrund mit Divisionsabzeichen) und Panzer der Division in Fahrt, Russland, 21. März 1944.

Im allgemeinen Rückzug im Jahr 1944 ging die Division wieder über Gomel, und Prypjat auf Bobruisk zurück. Danach kämpfte sie im Frühjahr 1944 im Rahmen der 4. Panzerarmee beim LVI. Panzerkorps im Raum Kowel.
Am 6. Juni verließ ein Transport mit 21 neuen Jagdpanzern IV für die Panzerjäger-Abteilung 49 der Division das Heereszeugamt.
Ende Juli kämpfte der Verband in der Panzerschlacht vor Warschau sowie im August 1944 in Kurland (Unternehmen Doppelkopf) und wurde schließlich 1945 nach Westpreußen zurückgedrängt. Hierbei wurde am 3. August 1944 die Mannschaften des Grenadier-Regiment 1071 verwendet um die eigenen Verbände aufzufüllen und diese Einheit aufgelöst.

### Kapitulation
Die Division kapitulierte Ende März 1945 im Rahmen der an die Ostsee zurückgedrängten Armee Ostpreußen im Raum Danzig vor der Roten Armee.

## Rezeption
An Angehörige der 4. Panzer-Division wurden u. a. 84 Ritterkreuze und mehr als 18.000 Eiserne Kreuze verliehen; sie galt damit als „höchstdekorierte“ Division des Heeres.
Der Historiker Christian Hartmann weist in seinem Werk Wehrmacht im Ostkrieg darauf hin, dass die Verleihung eines Orden nicht nur „militärische Tugenden wie Einsatzbereitschaft, Kameradschaft der Tapferkeit“ dokumentiert, sondern auch aufgrund der zugrunde liegenden Kampfhandlungen „Gewalt, Vernichtung sowie Grenz- und Extremerfahrungen, manchmal sogar Verbrechen“ repräsentiert.

## Kriegsverbrechen
Der Historiker Christian Hartmann stellte in seiner 2009 veröffentlichten Habilitationsschrift fest, dass die Führung der 4. Panzer-Division 1941/42 direkte Aufrufe zum Judenmord erließ. In einem Divisions-Tagesbefehl vom Oktober 1941 steht: „Gegenüber dem Juden gilt für den deutschen Soldaten das Wort von Hermann Löns: Not kennt kein Gebot: Sla tot, sla tot!“ Am 10. Februar 1942 hieß es in der Tagesparole: „Jüdische Zivilisten und Partisanen gehören nicht in die Gefangenenlager, sondern an den Galgen!“

## Kommandeure
- Generalleutnant Georg-Hans Reinhardt – Aufstellung bis 10. Februar 1940
- Generalleutnant Ludwig Ritter von Radlmaier – 11. Februar bis 5. April 1940
- Generalleutnant Johann Joachim Stever – 6. April bis 15. Mai 1940
- Oberst Hans von Boineburg-Lengsfeld – 15. bis 19. Mai 1940
- Generalleutnant Johann Joachim Stever – 19. Mai bis 23. Juli 1940
- Oberst Hans Freiherr von Boineburg-Lengsfeld – 24. Juli bis 7. September 1940
- Generalmajor Willibald Freiherr von Langermann und Erlencamp – 8. September 1940 bis 23. Dezember 1941
- Generalmajor Dietrich von Saucken – 24. Dezember 1941 bis 6. Januar 1942
- Generalmajor Heinrich Eberbach – 6. Januar bis 1. März 1942
- Generalleutnant Otto Heidkämper – 2. März bis 3. April 1942
- Generalleutnant Heinrich Eberbach – 4. April bis 23. November 1942
- Generalleutnant Erich Schneider – 24. November 1942 bis 31. Mai 1943
- Generalleutnant Dietrich von Saucken – 31. Mai 1943 bis 14. Januar 1944
- Generalleutnant Hans Junck – 15. Januar bis 5. Februar 1944
- Generalleutnant Dietrich von Saucken – 5. Februar bis 20. Mai 1944
- Generalleutnant Clemens Betzel – 20. Mai 1944 bis 27. März 1945 (gefallen bei Danzig)
- Oberst Ernst-Wilhelm Hoffmann – 27. März 1945 bis 1. April 1945
- Generalmajor Hans Hecker – 1. April 1945 bis Kriegsende

## Erster Generalstabsoffizier (Ia)
- Major i. G. Wolf-Dietrich von Schleinitz Aufstellung – 9. September 1939
- Hauptmann Helmut Staedke 9. September 1939 bis 11. September 1939
- Major i. G. Walter Reinhard 12. September 1939 bis 14. November 1940
- Oberstleutnant i. G. Otto Heidkämper 15. November 1940 bis 11. April 1942
- Oberstleutnant i. G. Hans Lutz 12. April 1942 bis 9. Juli 1943
- Hauptmann Eike Middeldorf 10. Juli 1943 bis 11. Juli 1943
- Major i. G. Georg Olaf Bagge af Boo 11. Juli 1943 bis 16. Juli 1943 (1944 gefallen)
- Oberstleutnant i. G. Conrad Kühlein 16. Juli 1943 bis 1. Januar 1944
- Major i. G. Schrode 1. Januar 1944 bis 22. Januar 1944
- Oberstleutnant i. G. Conrad Kühlein 22. Januar 1944 bis 3. April 1944
- Oberstleutnant i. G. Peter Sauerbruch 3. April 1944 bis 9. September 1944
- Major i. G. Albrecht Poetter 9. September 1944 bis 12. September 1944
- Major i. G. Fritz von Bomhard 12. September 1944 bis 7. Oktober 1944
- Oberstleutnant i. G. Peter Sauerbruch 7. Oktober 1944 bis 4. Dezember 1944
- Major i. G. Rudolf Haacke 4. Dezember 1944 – Kapitulation

## Gliederung
| Gliederung 1940 Frankreich                                         | Gliederung 1943 Ostfront                                      |
| ------------------------------------------------------------------ | ------------------------------------------------------------- |
| - Panzer-Brigade 5 - Panzer-Regiment 35 - Panzer-Regiment 36       | - Panzer-Regiment 35                                          |
| - Schützen-Brigade 4 - Schützen-Regiment 12 - Schützen-Regiment 33 | - Panzer-Grenadier-Regiment 12 - Panzer-Grenadier-Regiment 33 |
| - Kradschützen-Bataillon 34                                        |                                                               |
| - Artillerie-Regiment 103                                          | - Panzer-Artillerie-Regiment 103                              |
|                                                                    | - Heeres-Flak-Artillerie-Abteilung 290                        |
| - Panzer-Aufklärungs-Abteilung 7                                   | - Panzer-Aufklärungs-Abteilung 4                              |
| - Panzerjäger-Abteilung 49                                         | - Panzerjäger-Abteilung 49                                    |
| - Pionier-Bataillon 79                                             | - Panzer-Pionier-Bataillon 79                                 |
| - Nachrichten-Abteilung 79                                         | - Panzer-Nachrichten-Abteilung 79                             |
| - Nachschubtruppen 84                                              | - Panzer-Versorgungstruppen 84                                |
|                                                                    | - Feldersatz-Bataillon 103                                    |

Quelle:

## Bekannte Divisionsangehörige
- Gerlach von Gaudecker (1909–1970), war als Oberst des Heeres der Bundeswehr, Kommandeur des Territorialen Verteidigungsstabes IV A in Koblenz (Verteidigungsbezirkskommando 41)
- Wilhelm-Ernst Freiherr Gedult von Jungenfeld (1893–1966), war ein Autor
- Paul Haeffner (1917–2006), war von 1974 bis 1977, als Generalleutnant der Luftwaffe der Bundeswehr, Kommandierender General des Luftwaffenunterstützungskommandos
- Joachim Neumann (1916–2000), war als Oberst des Heeres der Bundeswehr, Kommandeur des Artillerie-Lehrregiments
- Hellmuth Reinhardt (1900–1989), war ab 1960, als Generalmajor des Heeres der Bundeswehr, Befehlshaber des Wehrbereichs V
- Fritz-Rudolf Schultz (1917–2002), war von 1970 bis 1975 Wehrbeauftragter des Deutschen Bundestages
- Hans-Joachim Schulz-Merkel (1913–2000), war Arzt, Sanitätsoffizier und Medizinalbeamter

## Bilder

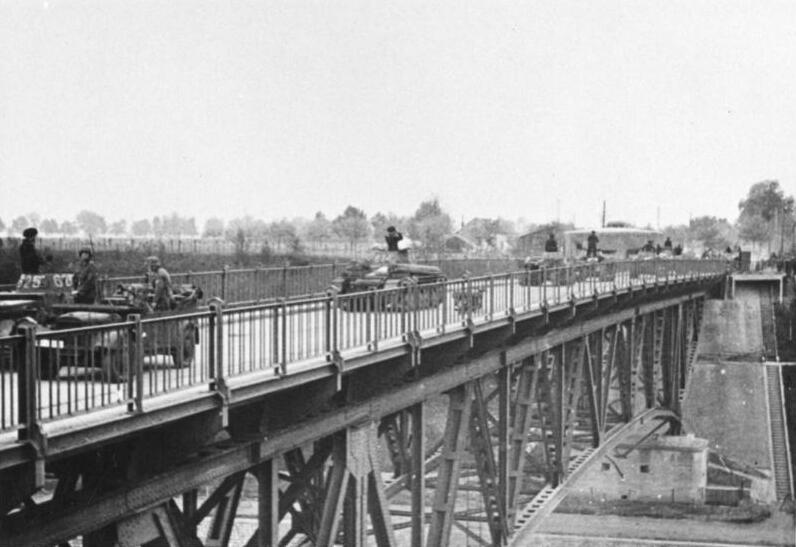
Einheiten der 4. PD überqueren den Albert-Kanal (Belgien, 11. Mai 1940)
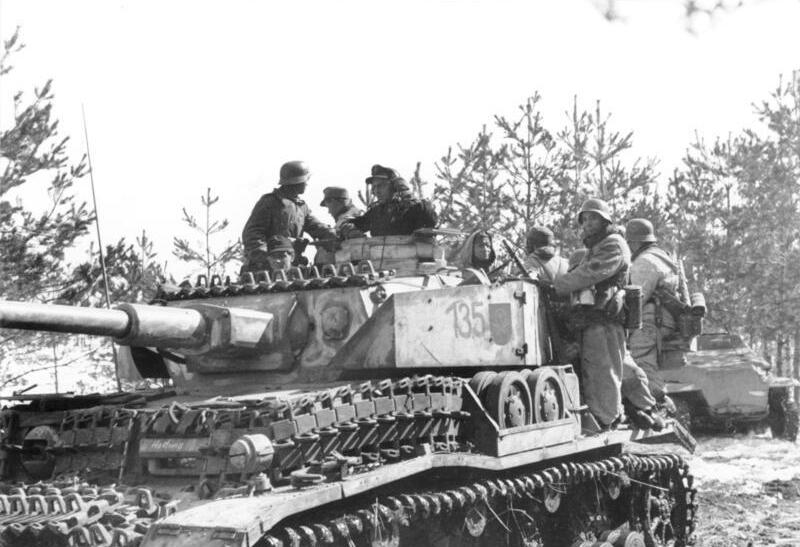
Panzer IV der 4. PD (Russland, 1944)
Truppenkennzeichen während der Schlacht um Kursk